# Herrenberg
Herrenberg là một thị trấn thuộc huyện Böblingen, bang Baden-Württemberg, Đức. Nơi đây cách Stuttgart khoảng 30 km về phía bắc và cách Tübingen 20 km. Sau Sindelfingen, Böblingen và Leonberg, đây là thị trấn lớn thứ tư của huyện Böblingen.

## Dân số
| Năm                  | Dân số |
| -------------------- | ------ |
| 1622                 | 1,800  |
| 1652                 | 1,006  |
| 1771                 | 1,570  |
| 1803                 | 1,796  |
| 1825                 | 1,985  |
| 1843                 | 2,140  |
| 1861                 | 2,015  |
| 1 tháng 12 năm 1871  | 2,127  |
| 1 tháng 12 năm 1880¹ | 2,646  |
| 1 tháng 12 năm 1890¹ | 2,614  |
| 1 tháng 12 năm 1900¹ | 2,557  |
| 1 tháng 12 năm 1910¹ | 2,705  |
| 16 tháng 6 năm 1925¹ | 3,021  |

| Năm                   | Dân số |
| --------------------- | ------ |
| 16 tháng 6 năm 1933¹  | 3,395  |
| 17 tháng 5 năm 1939¹  | 3,689  |
| 1946                  | 5,605  |
| 13 tháng 9 năm 1950¹  | 6,292  |
| 6 tháng 6 năm 1961¹   | 9,539  |
| 27 tháng 5 năm 1970¹  | 12,573 |
| 31 tháng 12 năm 1975  | 24,389 |
| 31 tháng 12 năm 1980  | 25,422 |
| 27 tháng 5 năm 1987¹  | 26,001 |
| 31 tháng 12 năm 1990  | 27,344 |
| 31 tháng 12 năm 1995  | 28,839 |
| 31 tháng 12 năm 2000  | 30,377 |
| 30 tháng 9 năm 2004   | 31,195 |
| 23 tháng 11 năm 2006² | 31,235 |
| 31 tháng 12 năm 2010  | 31,292 |

- ¹ Kết quả điều tra dân số
- ² Herrenberg Amtsblatt 23 tháng 11 năm 2006

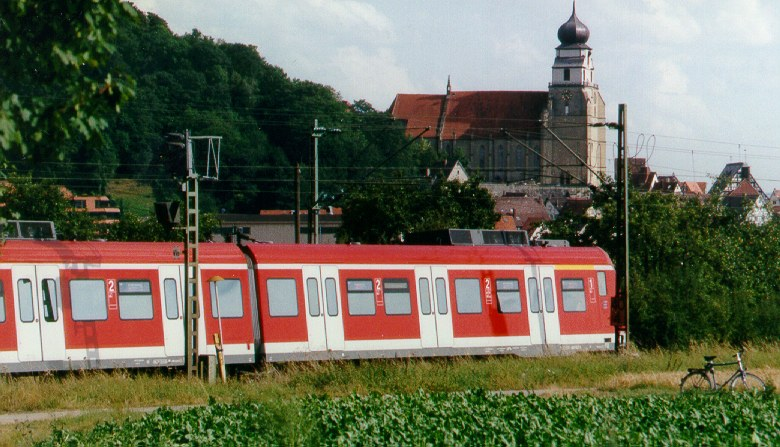
Tàu hỏa S-Bahn

## Địa phương kết nghĩa
Herrenberg kết nghĩa với:
- Fidenza, Ý
- Tarare, Pháp